# تساجي
تساجي، المعهد المركزي للهيدرو أيرو ديناميكا (بالروسية: Центра́льный аэрогидродинами́ческий институ́т)، هو مؤسسة بحثية في علوم الطيران في روسيا، أسسها رائد الطيران الروسي نيكولاي يجوروفيتش چوكوفسكي في ديسمبر 1918 وكان مديرها حتى 1921. في الفترة ما بين 1925 وامتدادًا إلى الثلاثينات من القرن العشرين كان المعهد مضيفًا لمكتب توبوليف، أحد المكاتب الأولى لتصميم الطائرات في الاتحاد السوفيتي.
في الفترة ما بين 1931 و1941 ضم المعهد مكتبًا سُمى مكتب التصميمات الخاصة، والذي تخصص في بحث وتطوير التصميمات غير التقليدية للطائرات. كانت الطائرة الاختبارية БОК-5 أحادية الجناح من بين التصميمات التي أنتجها هذا المكتب. انتهى عمل المكتب في 1941 وعمل مصمموه في مكتب التصميم الاختباري سوخوي.
أسهمَ المعهد في تطوير الصاروخ الحامل الثقيل إنرجيا ومكوك الفضاء بوران.

## الاستشهادات
1. ↑  مذكور في: Unified State Register of Legal Entities.
2. ↑  "История ЦАГИ" (بالروسية).{{استشهاد ويب}}:  صيانة الاستشهاد: لغة غير مدعومة (link)
3. ↑  وزارة الصناعة والتجارة الروسية نسخة محفوظة 4 مايو 2019 على موقع واي باك مشين.